# 도쿄도도 제316호선

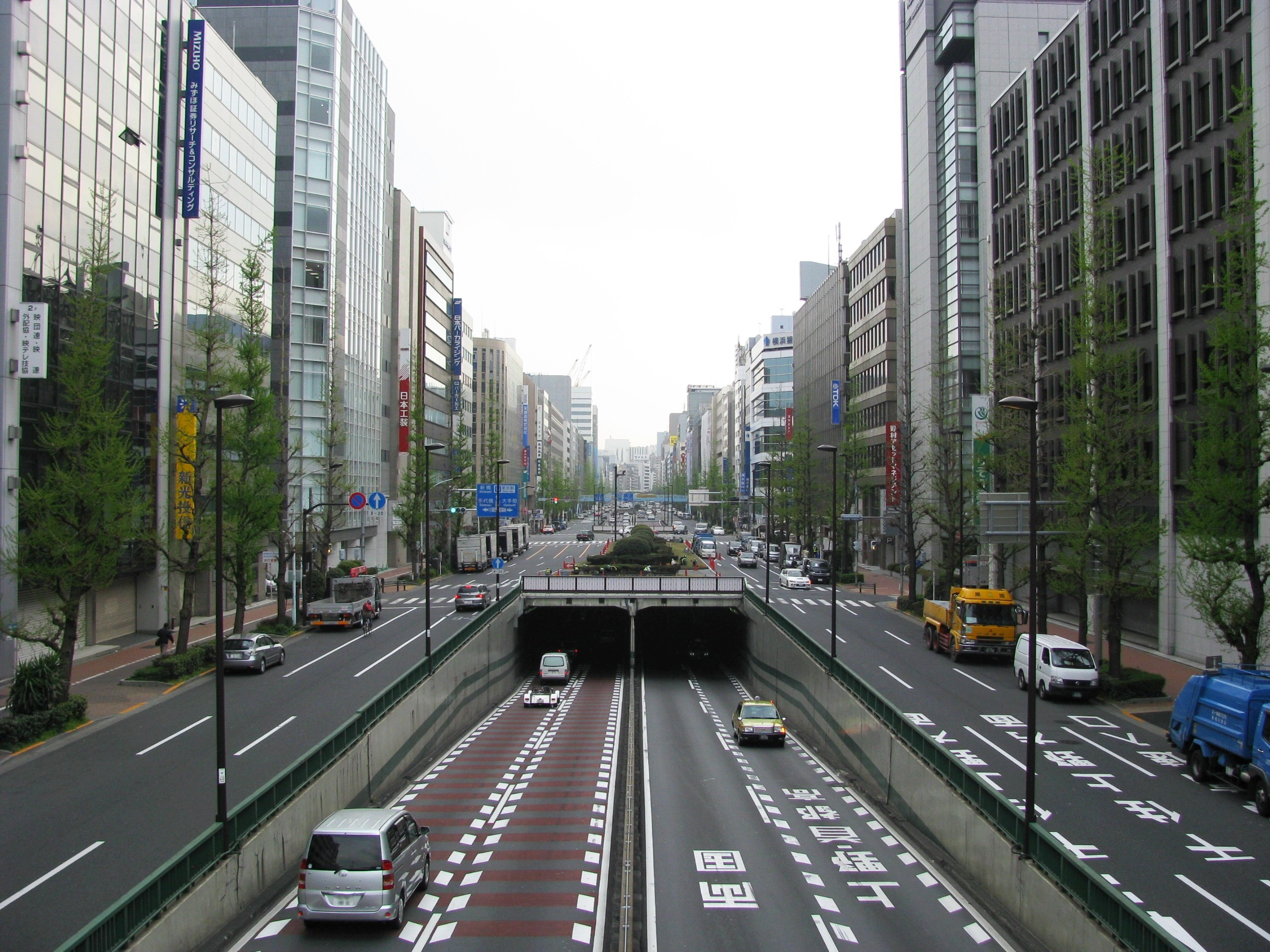
316번 도쿄도도의 에도바시 부근. (2011년 4월 16일 촬영)

316번 도쿄도도(일본어: 東京都道316号日本橋芝浦大森線→도쿄도도 316호 니혼바시 시바우라 오모리선)는 도쿄도 주오구의 니혼바시혼초와 오타구의 오모리미나미를 사이에 이어주는 특례 도로(도도) 노선이다. 그러나 이 도로의 총 연장이 약 20km인 것으로 나와 있지만, 이와는 반대로 개통된 시기가 미상인 것으로 드러난다.

## 노선 정보
- 기점: 주오구 니혼바시혼초 (혼초3초메 교차로)
- 종점: 오타구 오모리미나미

## 개요
니혼바시혼초에서 긴자 8초메, 가이간 (도쿄도 미나토구), 헤이와섬등을 경유하고 있지만, 이 도로가 여러가지의 가지치기형 지선 노선 특색상 헤이와섬부터 오모리미나미 사이의 구간에 한하여 개통되지 못하고 있는 구간도 더러 있다. 

### 통칭
- 쇼와 거리 (주오구 혼초3초메 교차로 - 미나토구 신바시 교차로)
- 가이간 거리 (주오구 호라이바시 교차로 - 시나가와구 덴노즈 아이루 교차로), (시나가와구 신토카이바시 교차로 - 시나가와구 헤이와지마 교차로)
- 구 가이간 거리 (미나토구 쇼지바시 교차로 - 신토카이바시 교차로)

### 중복 구간
- 357번 국도 야시오 바이패스 (신토카이바시 교차로 - 야시오바시 교차로)

### 도로 시설
- 에도교

## 지리

### 통과하는 지자체
- 도쿄도
  - 주오구 - 미나토구 - 시나가와구 - 오타구

### 접촉하는 도로

#### 국도
- 4번 국도
- 6번 국도
- 130번 국도
- 357번 국도

#### 도도 (都道)
- 10번 도쿄도도
- 408번 도쿄도도
- 304번 도쿄도도
- 50번 도쿄도도
- 409번 도쿄도도
- 480번 도쿄도도
- 317번 도쿄도도
- 421번 도쿄도도
- 318번 도쿄도도

#### 고속도로 및 기타 도로
- 가시바시 거리(일본어판)
- 수도고속도로 도심 환상선
- 수도고속도로 8호선